# Флаг Тверской области
Флаг Тверско́й области является официальным символом Тверской области как субъекта Российской Федерации.
Флаг утверждён 28 ноября 1996 года и внесён в Государственный геральдический регистр Российской Федерации с присвоением регистрационного номера 160.
21 октября — праздник Тверской области — День герба и флага Тверской области, именно в этот день 1780 года Екатерина II утвердила герб Тверского наместничества (дата по новому стилю). В День герба и флага на территории Тверской области проводятся торжественные мероприятия.

## Описание
«Флаг Тверской области представляет собой прямоугольное полотнище с отношением ширины к длине 2:3; на центральной части полотна, составляющей 2/4 общей длины флага, помещается двустороннее изображение основного элемента герба Тверской области — трона (княжеского стола) с высокой спинкой и лежащей на зелёной подушке шапки Мономаха. Две вертикальные полосы жёлтого (золотого) цвета полотнища флага располагаются по обеим сторонам центральной части красного цвета и составляют соответственно по 1/4 общей длины флага. Габаритная ширина изображения основного элемента герба на флаге Тверской области составляет 1/4 части длины полотнища флага».